# Ордоньо III
Ордоньо III (исп. Ordoño III; около 926 — между 30 августа и 13 ноября 956) — король Леона с 951 года, сын и наследник короля Рамиро II и его 1-й жены Адосинды Гутьеррес.

## Биография

### Исторические источники
Основными источниками по истории правления короля Ордоньо III являются испано-христианская «Хроника Сампиро», содержащая многие фактологические и хронологические неточности, и сочинения мусульманских историков Ибн Идари и Ибн Хальдуна, точные в изложении фактов, но несколько односторонние, поскольку описывают в основном лишь события войн между христианами и маврами. Поэтому точная хронология и последовательность событий правления Ордоньо III до сих пор не выяснены и разными историками предлагаются различные варианты.

### Ранние годы
Точная дата рождения Ордоньо III неизвестна. Впервые в документах он упоминается в дарственной хартии, данной 15 ноября 932 года его отцом, Рамиро II, монастырю Сантьяго-де-Компостела. В 945 году, после примирения между королём Рамиро II и графом Кастилии Фернаном Гонсалесом, Ордоньо III женился на дочери графа, Урраке Фернандес.

### Правление

#### Мятеж принца Санчо
Когда из-за болезни 5 января 951 года король Рамиро II отрёкся от престола и через несколько дней умер, новым королём Леона был провозглашён Ордоньо III. Ещё до своего вступления на престол у Ордоньо сложились натянутые отношения со своим сводным братом Санчо. После того как Ордоньо III стал королём, Санчо потребовал от него части отцовского наследства, но получил отказ. После этого Санчо стал искать союзников, с помощью которых он смог бы свергнуть своего брата с престола. О своей поддержке Санчо сразу же объявил его дядя по матери, король Наварры Гарсия I Санчес, руководимый своею матерью, бабкой Санчо, Тодой Аснарес.
Мятеж Санчо начался уже в 1-й год правления Ордоньо III, а в 952 году к мятежникам неожиданно присоединился граф Фернан Гонсалес, до этого бывший, благодаря браку своей дочери с Ордоньо III, одним из самых приближённых к королю лиц. Участие графа Кастилии в мятеже вызвало такой сильный гнев Ордоньо III, что он изгнал от двора свою супругу, Урраку, и сошёлся с Арагонтой Пелайес, дочерью знатного галисийского графа Пелайо Гонсалеса. В 953 году объединённое войско Гарсии I Наваррского и Фернана Гонсалеса Кастильского выступило в поход на Леон, но у Сан-Эстебан-де-Гормас было разбито Ордоньо III. После этого поражения союз мятежников распался: Фернан Гонсалес был вынужден принести присягу верности Ордоньо III и до самой смерти короля оставался к нему лоялен, а король Гарсия I вернулся в Наварру. Туда же бежал и Санчо, больше не предпринимавший попыток свергнуть брата. Согласно некоторым свидетельствам, в последние годы жизни Ордоньо III вновь примирился со своей женой Урракой.

#### Войны с маврами и викингами
В то время, когда Ордоньо III был занят подавлением восстания своего брата, границы королевства подвергались постоянным нападениям мавров. За первые три года правления короля они совершили 5 успешных набегов, разорив многие селения и захватив богатую добычу. Особенно серьёзная обстановка сложилась в Галисии, куда мусульмане в 953 году совершили большой поход, во время которого, по словам арабских хронистов, были убиты 10 000 христиан (головы многих из них были доставлены в Кордову и выставлены на улицах города), захвачено много крестов, колоколов и другой церковной утвари.
К тому же ранее (в 951 году) побережье Галисии подверглось набегу флота викингов. Бездействие короля вызвало недовольство среди галисийской знати и в 955 году в этой части королевства вспыхнул мятеж. Ордоньо III предпринял незамедлительные меры для его подавления: лично выступил во главе войска в Галисию и казнями и конфискациями заставил мятежников (во главе которых был граф Химено Диас, родственник святого Росендо) покориться. Из Галисии король неожиданно вторгся во владения мавров и в результате внезапного нападения захватил Лиссабон. Мусульманский гарнизон был перебит, город разграблен, после чего войско христиан с богатой добычей возвратилось в королевство Леон. Это поражение заставило Абд ар-Рахмана III искать мира с Ордоньо III. Зимой 955/956 года в столицу Леона прибыло посольство в составе члена совета халифа Мухаммада бен Хусейна и известного кордовского врача и дипломата, начальника халифской таможни еврея Хасдая ибн Шафрута. Послам удалось заключить перемирие с королём Ордоньо. В договор о перемирии, по просьбе Ордоньо III, был включён и граф Кастилии Фернан Гонсалес, который в прошлом году потерпел от мавров поражение при Сан-Эстебан-де-Гормас.

#### Смерть
Во второй половине 956 года король Ордоньо III неожиданно скончался в Саморе. Его тело было погребено в церкви Сан-Сальвадор в городе Леон, рядом с могилой его отца. Единственный сын Ордоньо III, Бермудо, был ещё ребёнком и возникали сомнения в его законнорождённости. Поэтому новым королём Леона был провозглашён младший брат Ордоньо III Санчо I Толстый, незамедлительно прибывший из Наварры.

### Семья
Король Ордоньо III с 945 года был женат на Урраке Фернандес (умерла после 1007 года), дочери графа Кастилии Фернана Гонсалеса. От этого брака у Ордоньо III было два ребёнка:
- Ордоньо (умер в младенческом возрасте)
- Тереза, монахиня монастыря Сан-Хулиан-де-Леон.

В 952 году король Ордоньо сошёлся с Арагонтой (Гонтрадой) Пелайес (умерла после 973 года), дочерью галисийского графа Пелайо Гонсалеса и Эрмесинды Гутьеррес. Был ли их союз официальным браком, из источников точно неизвестно. От этого брака родился единственный сын — Бермудо II (около 953—сентябрь 999), король Галисии (982—984) и король Леона с 984 года.